# گئورگی لوزانف
گئورگی لوزانف (به بلغاری: Георги Лозанов) (۲۲ ژوئیهٔ ۱۹۲۶ در صوفیه – ۶ مه ۲۰۱۲ در اسلیون) آموزگار و روانپزشک اهل بلغارستان بود که شیوه تلقین‌پذیری را به وجود آورد.